# Halimah Yacob
Halimah binti Yacob (jawi: حاليمه بنت ياچوب; født 23. august 1954) er en politiker fra Singapore og landets nuværende (2021) præsident.
Hun var fra januar 2013 til august 2017 formand for Singapores parlament og den første kvinde på denne post. I perioden fra 2001 til 2015 var hun medlem af parlamentet for Jurong Group Representation Constituency og i perioden 2015-2017 for Marsiling-Yew Tee Group Representation Constituency.
Hun fratrådte som parlamentsmedlem og formand for parlamentet den 7. august 2017 for at stille op til posten som Singapores præsident ved valget i 2017. Den 13. september 2017 kunne det konstateres, at der ikke var opstillet andre kandidater, hvorfor hun blev erklæret vinder af valget. Hun blev indsat i præsidentembedet den følgende dag, hvorved hun blev den første kvindelige præsident i Singapores historie.